# باله ماهی

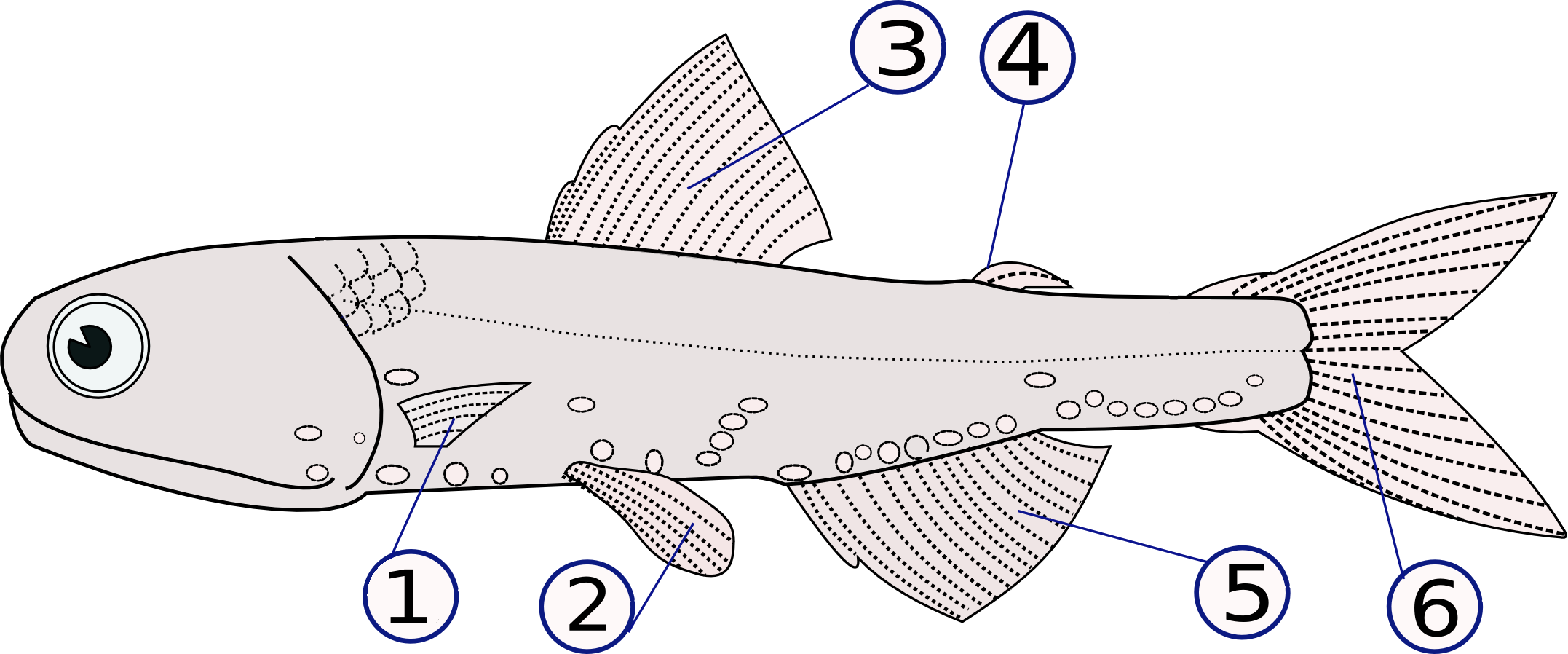
باله‌های شعاعی یک فانوس‌ماهی هکتور. ۱-باله‌های سینه‌ای، ۲-باله‌های شکمی، ۳-باله‌های پشتی، ۴-باله چربی، ۵-باله مقعدی، ۶-باله دمی.

باله برجسته‌ترین خصوصیت ماهیان است و برای ایجاد حرکت و کنترل حرکت در محیط آب بکار می‌آید. کارکردهای دیگر باله شامل پرواز (پرنده‌ماهی)، رهاسازی اسپرم (پشه‌ماهی)، بی‌هوش کردن شکار (کوسه دم‌دراز) و ترشح سم (سنگ‌ماهی مرجانی) است. در ماهی‌های غضروفی (کوسه و سفره ماهی)، باله‌های لگنی به صورت اندام دخولی در تولید مثل به کار می‌رود. برخی باله‌ها در برخی ماهی‌ها در فرایند تکامل حذف شده‌اند.
ماهی، نیای مشترک پستانداران، خزندگان، پرندگان و دوزیستان است. در واقع موجودات چهارپای خشکی‌زی از ماهی به وجود آمده و حدود ۴۰۰ میلیون سال پیش روی زمین گام نهادند. آن‌ها برای حرکت خود دارای باله‌های سینه‌ای و شکمی جفتی بودند. باله‌های سینه‌ای به صورت دست (در چارپایان یا انسان) و باله‌های شکمی به صورت پا درآمد.
باله برجسته‌ترین خصوصیت ماهی است و به صورت زواید استخوانی از بدن آن‌ها بیرون زده و پوست روی آن را می‌پوشاند. به جز دم (باله پسینی)، بقیه باله‌ها ارتباط مستقیم با ستون مهره ندارند و توسط عضلاتی در جای خود محکم می‌شوند. کارکرد اصلی باله‌ها، شنای ماهی و کنترل حرکات است. باله‌ها در نقاط مختلف بدن کارکرد متفاوتی مثل راندن به جلو، دور زدن، حفظ موقعیت موجود یا متوقف ساختن ماهی دارند. اغلب ماهی‌ها در زمان شنا از باله استفاده می‌کنند ولی ماهی پرنده از باله سینه‌ای خود برای پرش و قورباغه‌ماهی برای سینه‌خیز رفتن استفاده می‌کنند. باله‌ها کارکردهای دیگری نیز دارند. باله مقعدی پشه‌ماهی در رهاسازی اسپرم به کار می‌رود و در کوسه دم‌دراز از باله دمی برای بیهوش کردن شکار استفاده می‌شود. زوائد باله‌های پشتی سنگ‌ماهیان مرجانی زهر تزریق می‌کنند.

## انواع باله
انواع مختلف باله وجود دارد. برخی از آن‌ها در فرایند تکامل در برخی گونه‌های ماهی حذف شده‌است.
| باله سینه‌ای          |                     | باله سینه‌ای. یک جفت باله در دو طرف سر و معمولاً بعد از اپرکولوم است و معادل دست در چهارپایان می‌باشد. عمل این باله که در برخی ماهی‌ها به‌خوبی توسعه یافته ایجاد حرکت دینامیکی بالا آمدن است و به ماهی‌ها و از جمله کوسه کمک می‌کند در عمق آب باقی بمانند. در ماهی پرنده این باله‌ها برای پرواز بیرون از آب بکار می‌آید. در بسیاری ماهی‌ها باله سینه‌ای برای شنا کردن بکار می‌آید نمونه آن باله‌های لوب‌مانند قلابچه‌ماهی و گل‌خورک است. برخی شعاع‌های باله‌های سینه‌ای ممکن است به صورت زواید انگشت‌مانندی در آیند مانند خروسک‌ماهی و خروسک‌ماهی پرنده. شاخ‌های موجود در سفره‌ماهی دیو و خویشاوندان آن‌ها باله سر نامیده می‌شود که در واقع شکل تغییر یافته باله سینه‌ای هستند. |
| باله شکمی            |                     | باله شکمی یا باله لگنی، به صورت جفت در منطقه شکم و زیر باله‌های سینه‌ای قرار دارند و مشابه پاها در چهارپایان می‌باشند و برای بالا رفتن و پایین آمدن در آب و چرخش سریع و توقف سریع بکار می‌روند. در گاوماهیان باله شکمی در یک صفحه منفرد دیده می‌شوند تا بتوانند به چیزی بچسبند. |
| باله پشتی            | باله پشتی کوسه      | باله پشتی. روی کمر ماهی قرار دارد و ممکن است ماهی تا سه تا از آن‌ها را داشته باشد. این باله از ماهی در برابر چرخ خوردن محافظت کرده و در چرخش ناگهانی و توقف به او کمک می‌کند. در قلابچه‌ماهی قسمت میانی باله پشتی تبدیل به «ایلیسیوم» و «اسکا» شده و معادل میله و طعمه قلاب ماهی‌گیری است. |
| باله مقعدی           |                     | باله مقعدی. در ناحیه شکمی ماهی و زیر مقعد قرار دارد و برای پایداری شنا بکار می‌رود. |
| باله چربی            | باله چربی یک قزل‌آلا | باله چربی. باله نرمی در قسمت پشتی بدن و در پس باله پسینی است و در بسیاری خانواده‌های ماهی وجود ندارد ولی در آزادماهیان، کاراسینان و گربه‌ماهیان وجود دارد. کارکرد آن‌ها معلوم نیست ولی احتمالاً در پاسخ به محرک‌های لمسی، صدا و تغییر فشار عمل می‌کنند. |
| باله دُمی             |                     | باله پسینی یا دمی. این باله‌ها در انتهای بدن قرار گرفته و وظیفه آن جلو راندن ماهی است و انواع مختلف دارد: A. دگرباله‌ای (هتروسرکال) که مهره‌ها به لوب بالایی باله دمی وارد شده و باعث بلند شدن آن می‌گردد (کوسه ماهی). دگرباله‌ای وارونه که مهره‌ها به لوب پایینی وارد می‌شود (بی‌سپران). B. پیشین‌باله‌ای (پروتوسرکال) است که مهره به قسمت رأسی دم امتداد یافته و دم متقارن ولی توسعه یافته و بزرگ است (مثل نیزک). C. همسان‌باله‌ای (هوموسرکال) است که باله‌ها متقارن می‌باشند ولی در واقع مهره‌ها فاصله اندکی به درون لوب بالایی دارند. D. دوگان‌باله‌ای (دیفی‌سرکال) بمعنی توسعه نوک دم است و در نتیجه دم متقارن و توسعه‌یافته می‌باشد (مانند پرباله‌ماهی، شش‌ماهی، مکنده‌ماهی و تهی‌خار). اغلب ماهی‌های امروزی دوگان‌باله‌ای هستند با اشکال متنوع (مدور، بریده، چنگالی، دندانه‌دار، و هلالی). |
| ته‌تیر و باله‌چه پسینی |                     | کیل و باله‌چه پسینی. در ماهی‌های با شنای سریع و در جلوی باله دمی دیده می‌شوند و درست مانند کیل پشتی هستند که وظیفه ثبات و حمایت از باله پسینی را بعهده دارند و ممکن است به صورت جفتی در دو طرف بدن یا بالا و پایین دیده شوند. |

ماهی‌ها از نظر دستگاه استخوانی به دو دسته ماهیان استخوانی و غضروفی تقسیم می‌شوند. ماهی استخوانی بنوبه خود به دو دسته پرتوبالگان (سفره‌ماهی) و گوشتی‌بالگان تقسیم می‌شوند. اغلب ماهی‌ها (شامل ۳۰ هزار گونه) پرتوباله هستند. ماهی‌های استخوانی دارای ستون فقرات باله‌ای و ری‌ها هستند و نوعاً دارای «مثانه شنا» می‌باشند. مثانه شنا موجب توازن بین شناوری و غوطه‌وری آن‌ها می‌شود بدون اینکه مجبور به استفاده از باله‌ها باشند. این سیستم در بسیاری گونه‌ها از دست رفته و به صورت شش‌های اولیه در ماهی‌های ششی درآمده است. ماهی‌های استخوانی همچنین دارای اپرکولوم هستند که به آن‌ها کمک می‌کند بدون استفاده از باله‌ها برای شنا به تنفس بپردازند. مثانه ششی یک اندام داخلی پرشده از گاز است که به ماهی‌ها امکان شناوری می‌دهد تا بدون صرف انرژی در هر عمقی از آب به‌سر برند. این اندام برای تولید صدا نیز بکار می‌رود و از نظر تکاملی معادل شش‌ها است. ماهی‌های استخوانی شامل کوسه، پرتوماهی و موش‌ماهی می‌باشند.

## پیش راندن و کنترل حرکت ماهی
باله‌های صفحه‌مانند برای پیش راندن ماهی در آب بکار می‌روند. در اغلب موارد از باله‌های دمی برای پیش راندن ماهی استفاده می‌شود ولی گاه باله‌های سینه‌ای آن را انجام می‌دهند (سفره‌ماهی). ایجاد خلأ از طریق به وجود آوردن فشار منفی و تولید حباب در مایعات ایجاد می‌گردد که باید بلافاصله برطرف شود. خسارت ایجاد خلأ بخصوص در باله‌های دمی موجودات شناگر دریایی مثل دلفین و ماهی تون رخ می‌دهد. این عمل در سطح اقیانوس انجام می‌گیرد که فشار آب نسبتاً پایین است. دلفین‌ها با وجود اینکه قادرند سریع‌تر شنا کنند ولی سرعت‌شان محدود می‌شود زیرا از بین رفتن حباب‌های ایجاد شده در دم آن‌ها خیلی دردناک است. این حفره‌سازی یا خلأ سرعت ماهی تون را هم کاهش می‌دهد ولی دلیل آن متفاوت است. ماهی تون بر خلاف دلفین‌ها حباب‌ها را احساس نمی‌کنند زیرا باله‌های استخوانی آن‌ها فاقد انتهای عصبی است. با این همه نمی‌توانند سریع‌تر بروند زیرا حباب‌های خلأ ایجادشده، فیلم بخاری در اطراف باله‌ها ایجاد می‌کند که سرعت آن‌ها را محدود می‌سازد. در برخی ماهی‌های تون ایجاد این خلأها منجر به خسارت شده‌است.
تن‌ماهیان (تون، ماهی خال‌خالی و لذیذماهی) شناگران ماهری هستند. در امتداد کناری قسمت عقب بدن آنها، خطی از باله‌های کوچک بدون شعاع و غیرقابل ارتجاع بنام «باله‌چه» دیده می‌شود که نقش پیچیده‌ای در ایجاد و کنترل حرکت آن‌ها دارند.
پیش راندن ماهی معمولی از طریق حرکت عمودی باله دمی انجام می‌شود. ماهی‌ها اساساً از باله‌های متعدد در حرکت خود استفاده می‌کنند و تعامل هیدرودینامیکی آن‌ها مهم است. ماهی‌ها نیز همچون کشتی‌ها و هواپیما نیاز به کنترل حرکت‌ها دارند و ۶ نوع حرکت مختلف را به‌طور ترکیبی اجرا و کنترل می‌کنند. در ماهی‌های مرجانی، باله سینه‌ای و شکمی مسطح و بزرگ شده و ماهی را بزرگ نشان می‌دهد.
وقتی حرکت ایجاد شد، باید توسط دیگر باله‌ها کنترل شود. بدن ماهی‌های مرجانی متفاوت از ماهی‌های آب‌های آزاد است. ماهی آب‌های آزاد معمولاً برای سرعت خلق شده‌اند و باید مثل اژدر سریع حرکت کنند و کمترین اصطکاک را در آب به وجود آورند. ماهی‌های مرجانی برعکس در فضای محدود و چشم‌انداز پیچیده صخره‌های مرجانی به‌سر می‌برند و از این‌رو قابلیت مانور آن‌ها اهمیت زیادی دارد. به همین دلیل بدن این ماهی‌ها قابلیت مانور بالایی دارد. آن‌ها به راحتی جهت حرکت خود را تغییر می‌دهند و از دست شکارچیان به شکاف‌ها و روزنه‌های سطح صخره‌های مرجانی پناه می‌برند و در قسمت‌های سطحی آن قایم موشک می‌کنند. در واقع باله انواع ماهیان صخره‌ای مثل پروانه‌ماهی، دوشیزه‌ماهی و فرشته‌ماهی نقش ترمز را بازی می‌کنند تا مانور خوبی به آن‌ها بدهند. اغلب آن‌ها بدن عمیق و توپر دارند که مثل کلوچه از دو طرف فشرده است و به راحتی در شکاف صخره‌ها جا می‌گیرند. باله‌های لگنی و سینه‌ای آن‌ها به صورت متفاوت طراحی شده و در کنار بدن مسطح آن‌ها برای بهینه‌سازی مانورشان بکار می‌روند. برخی ماهی‌ها مثل بادکنک‌ماهیان، سوهان‌ماهیان و صندوق‌ماهیان برای شنا عمدتاً به باله‌های سینه‌ای متکی هستند و از باله‌های دمی اساساً استفاده نمی‌کنند.
در ماهی پرنده، باله‌های سینه‌ای برای پرواز بکار می‌روند. در شمشیرماهی، باله پشتی بزرگ و قشنگ است. در کوسه‌ماهی ترشر باله برای ضربه زدن و بی‌هوش کردن شکار بکار می‌رود در حالی که در قورباغه‌ماهی باله سینه‌ای و شکمی برای راه رفتن حیوان در کف اقیانوس مورد استفاده قرار می‌گیرد. در خروسک‌ماهی پرنده خاوری، باله‌های سینه‌ای بزرگ شده و روی آن‌ها لکه‌های چشمی برای ترساندن دشمنان دیده می‌شود. ماهی سیکلید ماده در جریان معاشقه باله‌های شکمی بنفش رنگ خود را برای جلب توجه جنس نر بحرکت درمی‌آورد. در قلابچه‌ماهی اولین مهره باله پشتی به صورت میله‌ای کرم‌مانند درآمده که سر آن طعمه‌ای قرار گرفته باشد. این اندام برای گول‌زدن شکار بکار می‌رود.

## باله و تولید مثل
در جنس نر ماهی‌های غضروفی (کوسه و سفره‌ماهی)، باله‌ها به صورت اندام دخولی عمل می‌کنند و باعث لقاح داخلی می‌شوند. این ماهی‌ها تخم و اسپرم خود را مثل سایر ماهی‌ها به محیط رها نمی‌کنند. این اندام در کوسه‌ها، گیره (کلاسپر) نام دارد. گیره قسمت پسین باله‌های لگنی است که در جریان جفتگیری اسپرم را در پارگین (کلوآک) ماده می‌ریزد. عمل جفتگیری در کوسه‌ها شامل بالا آمدن یکی از گیره‌ها و ورود آب به یک سیفون از طریق یک سوراخ خاص است. در این صورت گیره وارد پارگین می‌شود و آنگاه سیفون منقبض می‌شود و آب و اسپرم را بیرون می‌ریزد.